# 천잉 (사격 선수)
천잉(중국어 간체자: 陈颖, 정체자: 陳穎, 병음: Chén Yǐng, 한자음: 진영, 1977년 11월 4일~)은 중화인민공화국의 사격 선수이다. 2008년 하계 올림픽 여자 25m 권총 금메달을 획득했으며 2012년 하계 올림픽에서 여자 25m 권총 은메달을 획득했다.